# یانگ لیو (بازیکن هاکی روی چمن)
یانگ لیو (انگلیسی: Yang Liu؛ زادهٔ ۱ سپتامبر ۱۹۹۸) بازیکن زن هاکی روی چمن اهل چین است.
وی در مسابقات کشوری و بین‌المللی در مجموع برندهٔ ۱ مدال نقره شده است.